# Болтаев, Давлат Рустамович
Давлат Рустамович Болтаев (род. 13 января 1999, Душанбе, Таджикистан) — таджикский боксёр-любитель и профессионал,  выступающий в первой тяжёлой и в тяжёлой весовых категориях. Бронзовый призёр Олимпийских игр 2024 года, чемпион Азиатских игр (2022), чемпион Азии среди молодёжи до 22 лет (2022), многократный победитель и призёр международных и национальных турниров в любителях.

## Любительская карьера

### 2020 год
В марте 2020 года, в Аммане (Иордания) участвовал на квалификационном турнире от Азии/Океании к Олимпийским играм 2020 года, в весе до 91 кг, но в четвертьфинале по очкам (0:5) проиграл опытному казаху Василию Левиту, — который в итоге стал победителем данного турнира.

### 2022—2023 годы
В январе 2022 года, в Ташкенте (Узбекистан) стал чемпионом Азии среди молодёжи до 22 лет (U22) в весовой категории до 92 кг, где он в полуфинале по очкам (5:0) победил опытного узбека Джавохира Тогаймуродова, и финале досрочно техническим нокаутом в 3-м раунде победил опытного киргизского боксёра Рустама Урусбека уулу.
В ноябре 2022 года участвовал на взрослом чемпионате Азии в Аммане (Иордания) в категории до 92 кг, но в четвертьфинале по очкам раздельным решением судей (2:3) проиграл опытному иорданцу Ахмаду Сулейману Алтеймату.
В мае 2023 года, в Ташкенте (Узбекистан) участвовал на чемпионате мира в весе до 92 кг, где он в 1/16 финала соревнований по очкам раздельным решением судей (5:2) победил опытного российского боксёра выступающего за Сербию Садама Магомедова, затем в 1/8 финала досрочно техническим нокаутом в 3-м раунде победил мексиканца Карлоса Родригеса, но в четвертьфинале по очкам (0:5) проиграл опытному итальянцу Азизу Аббесу Мухийдину, — который в итоге стал серебряным призёром данного чемпионата мира.
В октябре 2023 года стал чемпионом Азиатских игр в Ханчжоу (Китай), в весе до 92 кг, и завоевал лицензию на Олимпийские игры 2024 года. Где он в четвертьфинале по очкам (4:0) победил опытного киргиза Эркина Адылбека уулу, затем в полуфинале по очкам единогласным решением судей (5:0) победил корейца Чжонг Чжэ Мина, и в финале по очкам раздельным решением судей со счетом 3:2 победил китайца Ханя Сюэчжэня.

## Профессиональная карьера
19 декабря 2021 года в Москве (Россия) дебютировал на профессиональном ринге, досрочно нокаутом в 1-м же раунде победив узбека Ахмада Мамаджанова (1-2, 1 КО).

## Статистика профессиональных боёв
В таблице перечислены результаты всех поединков боксёров.
В каждой строке указан результат поединка. Дополнительно номер поединка обозначен цветом, который обозначает итог поединка. Расшифровка обозначений и цветов представлена в нижеследующей таблице.
| Пример | Расшифровка                     |
| ------ | ------------------------------- |
|        | Победа                          |
|        | Ничья                           |
|        | Поражение                       |
|        | Планируемый поединок            |
|        | Поединок признан несостоявшимся |
| КО     | Нокаут                          |
| ТКО    | Технический нокаут              |
| PTS    | Решение судей (по очкам)        |
| UD     | Единогласное решение судей      |
| MD     | Решение большинства судей       |
| SD     | Раздельное решение судей        |
| RTD    | Отказ от продолжения боя        |
| DQ     | Дисквалификация                 |
| NC     | Поединок признан несостоявшимся |

| 4 поединка, 4 победы (2 нокаутом). | 4 поединка, 4 победы (2 нокаутом). | 4 поединка, 4 победы (2 нокаутом). | 4 поединка, 4 победы (2 нокаутом). | 4 поединка, 4 победы (2 нокаутом).                             | 4 поединка, 4 победы (2 нокаутом). | 4 поединка, 4 победы (2 нокаутом). |
| Бой                                | Рекорд                             | Дата боя                           | Соперник                           | Место проведения боя                                           | Раундов, время                     | Дополнительно                      |
| ---------------------------------- | ---------------------------------- | ---------------------------------- | ---------------------------------- | -------------------------------------------------------------- | ---------------------------------- | ---------------------------------- |
| 4                                  | 4-0                                | 27 октября 2023                    | Мухиддин Раджапбаев (12-9-1)       | Душанбе, Таджикистан                                           | TKO 2 (4), 2:45                    |                                    |
| 3                                  | 3-0                                | 16 сентября 2022                   | Владимир Маркелов (5-1)            | Большой Московский государственный цирк, Москва, Россия        | UD 6 (6)                           | Счёт судей: 60-54, 59-55, 59-56.   |
| 2                                  | 2-0                                | 6 августа 2022                     | Виктор Чварков (2-7)               | Академия бокса RCC, Екатеринбург, Свердловская область, Россия | UD 6 (6)                           | Счёт судей: 60-54 (трижды).        |
| 1                                  | 1-0                                | 19 декабря 2021                    | Ахмад Мамаджанов (1-2)             | УСК «Крылья Советов», Москва, Россия                           | KO 1 (4), 1:32                     | Дебют в профессиональном боксе.    |
| Бой                                | Рекорд                             | Дата боя                           | Соперник                           | Место проведения боя                                           | Раундов, время                     | Дополнительно                      |

## Награды
- Орден «Шараф» II степени (2024)[12]